# Nänzi
Nänzi ist der Künstlername von Sybille Reichert (* 1962 in Boxberg in Baden; † 15. November 2013 in Berlin). Sie war eine deutsche Bildhauerin.

## Leben
Aufgewachsen auf einem Bauernhof war Nänzi über lange Jahre Teil der Punkszene zuerst in Karlsruhe, später dann in Berlin. Nach dem Drogentod ihres damaligen Freundes schwor sie Alkohol und anderen Drogen ab und studierte von 1990 bis 1996 an der Hochschule der Künste in Berlin. Sie war bei Joachim Schmettau Meisterschülerin. Sie lebte und arbeitete nach dem Studium in Berlin-Prenzlauer Berg. Unter anderem erhielt sie 2007 den Kunstpreis und den Publikumspreis in Schwarzenberg im Erzgebirge. Auf den Berliner Vernissagen war sie in ihrer inszenierten Punk-Erscheinung „ein Hingucker“.
„In ihren eigenwilligen, farbigen Plastiken formte Nänzi dezidiert weibliche Körper und betonte ihr spezifisch weibliches Formgefühl für den Frauenkörper.“ (Dr. Barbara Clemens)
"Sie war die Inkarnation des Lebendigen, Selbstbestimmten; sie war eigensinnig und radikal, liebenswürdig und arbeitswütig und hat auch sich selbst als Kunstwerk immer neu erfunden." (art in berlin)
Am 15. November 2013 verstarb sie unerwartet.
10 Jahre nach ihrem Tod erinnerte die Galerie der Kunststiftung K52 in Berlin mit der Gedächtnisausstellung NÄNZI – Wo bin ich? an die früh verstorbene Künstlerin.

## Einzelausstellungen
- 2024: Galerie der Kunststiftung K52, Berlin
- 2014: Second Home Projects, Berlin
- 2008: Werkstattgalerie, Berlin
- 2005: Kommunale Galerie Wilmersdorf, Berlin
- 2004: Galerie Sebastian Drum, Schleswig
- 2003: Künstlerhaus Schloss Wiepersdorf, Brandenburg
- 2002: Galerie 61, Bielefeld
- 2002: Galerie Taube, Berlin
- 2000: Rathaus Boxberg, Boxberg (Baden-Württemberg)
- 1997: Kunsthaus Erfurt